# Анений-Ной
Анений-Ной (рум. Anenii Noi, ранее — Но́вые Ане́ны) — город в Молдове, центр Новоаненского района. В состав города входят сёла Албиница, Берёзки, Новый Гырбовец, Русены и Соколены.

## География
Расположен в 5 км от ж.-д. станции Бульбоака и на стыке автомобильных трасс Кишинёв—Бендеры и Кишинёв—Кэушень.

## История
Анений-Ной впервые упомянуты 27 июня 1731 года под названием Пашкань-пе-Бык (рум. Pașcani pe Bîc). В 1856 году поместье сдаётся в аренду турецкому купцу Хусан-бею, который владеет и сельской корчмой. После ухода татар из Бессарабии село практически вымирает, однако в 1883 году сюда переезжают крестьяне из соседних сёл и занимаются сельским хозяйством и разведением скота. В 1889 году несколько семей немецких колонистов из Херсонской губернии покупают 1715 десятин земли и основывают село Цынцарены (рум. Țînțăreni). Перепись населения 1910 года свидетельствует, что на месте Цынцэрен находились два села — немецкое Новая Николаевка (Nicolaevca Nouă) и русское Старая Николаевка (Nicolaevca Veche), в каждом из которых была церковь и школа. Малоземельные жители русского села работали на строительстве домов в немецком селе. Православные молдаване и русские посещали церковь в селе Булбоака. В первых числах января 1926 года Новая Николаевка была переименована в Новые Анены, а Старая Николаевка в Старые Анены. В 1940 году немцы уехали в Германию, оставив 106 хозяйств с 120 домами 1713 га пахотной земли.
В 1965 году Новым Аненам был присвоен статус поселка городского типа. В Новых Аненах работал консервный завод (по переработке овощей, фруктов и изготовлению виноградного сока), во времена МССР работал хлебозавод, комбикормовый завод и завод стройматериалов, функционировала инкубаторная станция.

## Население
В 1973 году число жителей составляло 6,1 тыс. человек. По данным переписи населения на 2014 год численность населения составляет 10872  человека.
| 6500 | 6100 | 8358 | 8403 | 10872 |

| Национальность | Число жителей (перепись, 2004 год) |
| -------------- | ---------------------------------- |
| молдаване      | 4325                               |
| украинцы       | 2134                               |
| русские        | 1484                               |
| гагаузы        | 56                                 |
| болгары        | 121                                |
| румыны         | 48                                 |
| евреи          | 7                                  |
| поляки         | 10                                 |
| цыгане         | 34                                 |
| остальные      | 139                                |
| Всего          | 8358                               |

## Экономика
В городе действует  несколько супермаркетов таких как: Linella, Local, Cip Market, Адмирал. Также присутствует Центральный рынок, отделения банков, мелкие магазины (виноделие, кондитерка, выпечка, канцтовары).

## Администрация
- Председатель района — Викол Иван Семёнович
- Зам. председатели района — Зелинский О. И Бриништер В.
- Примар города — Мацарин Александр

## Галерея

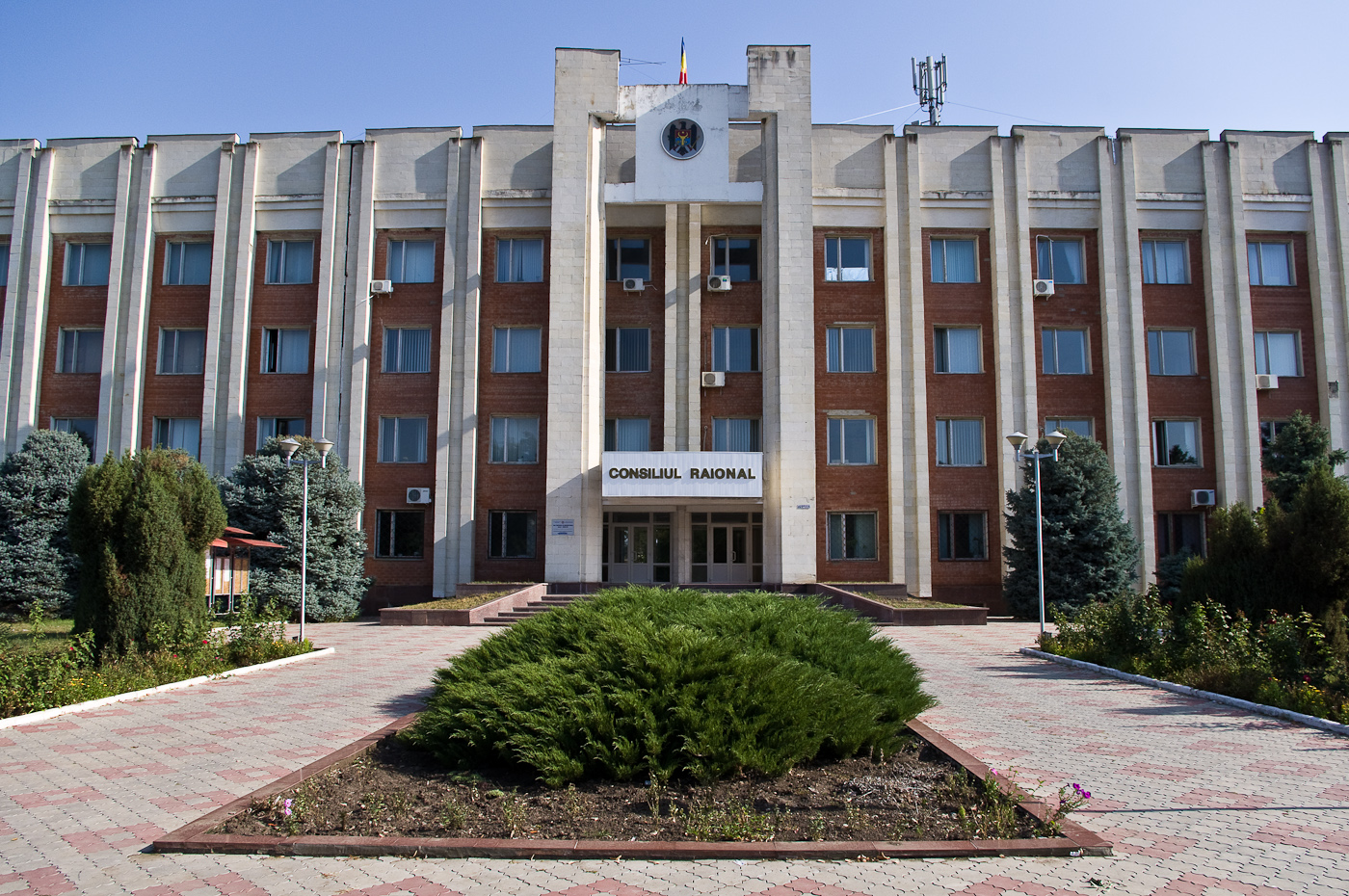
Администрация
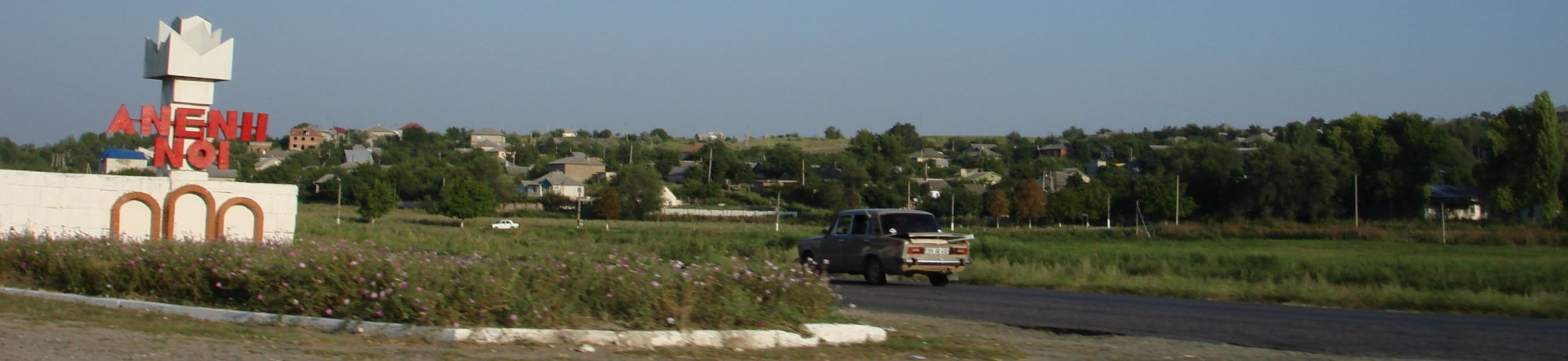
Въезд в город
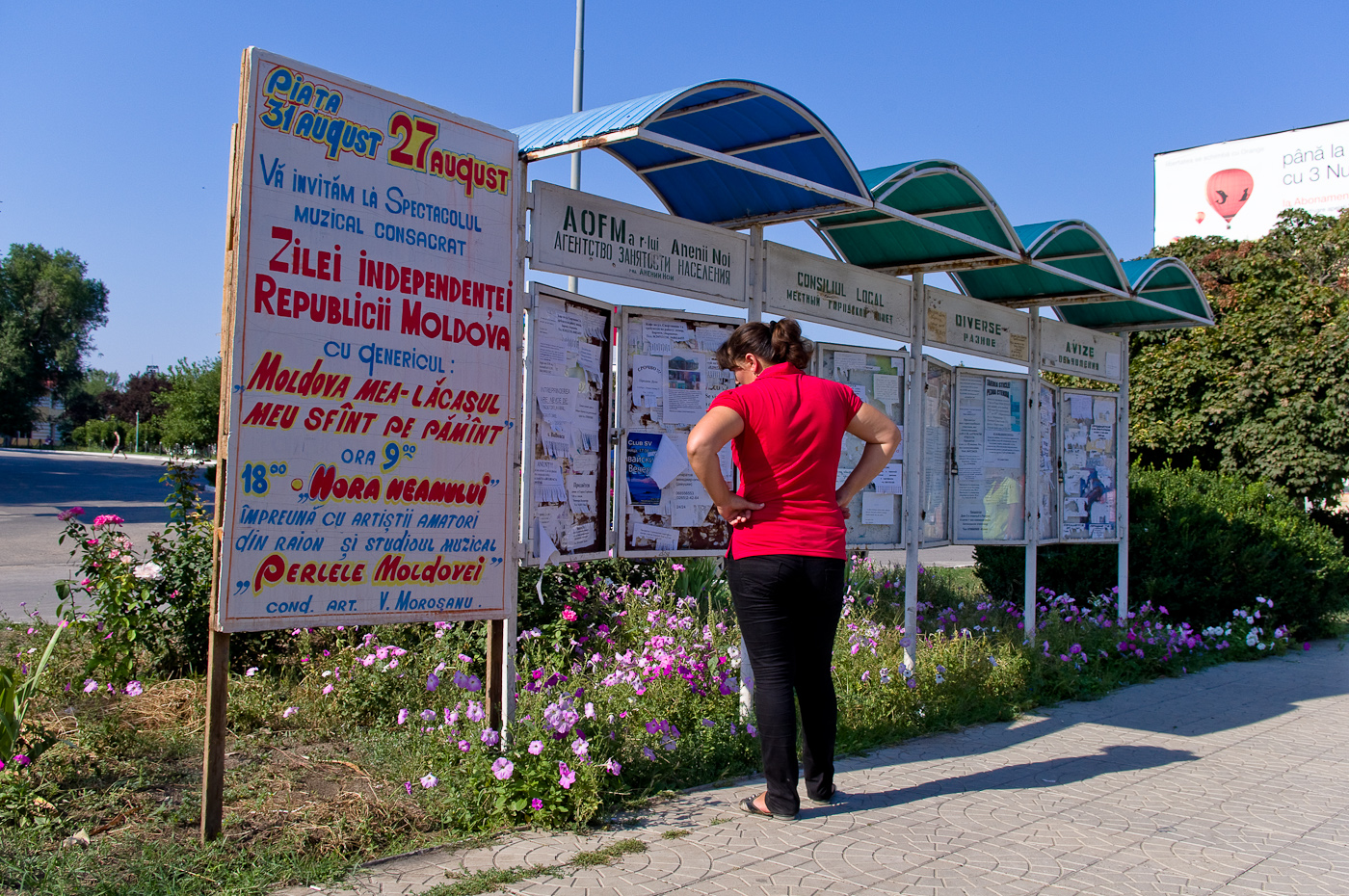
Информация
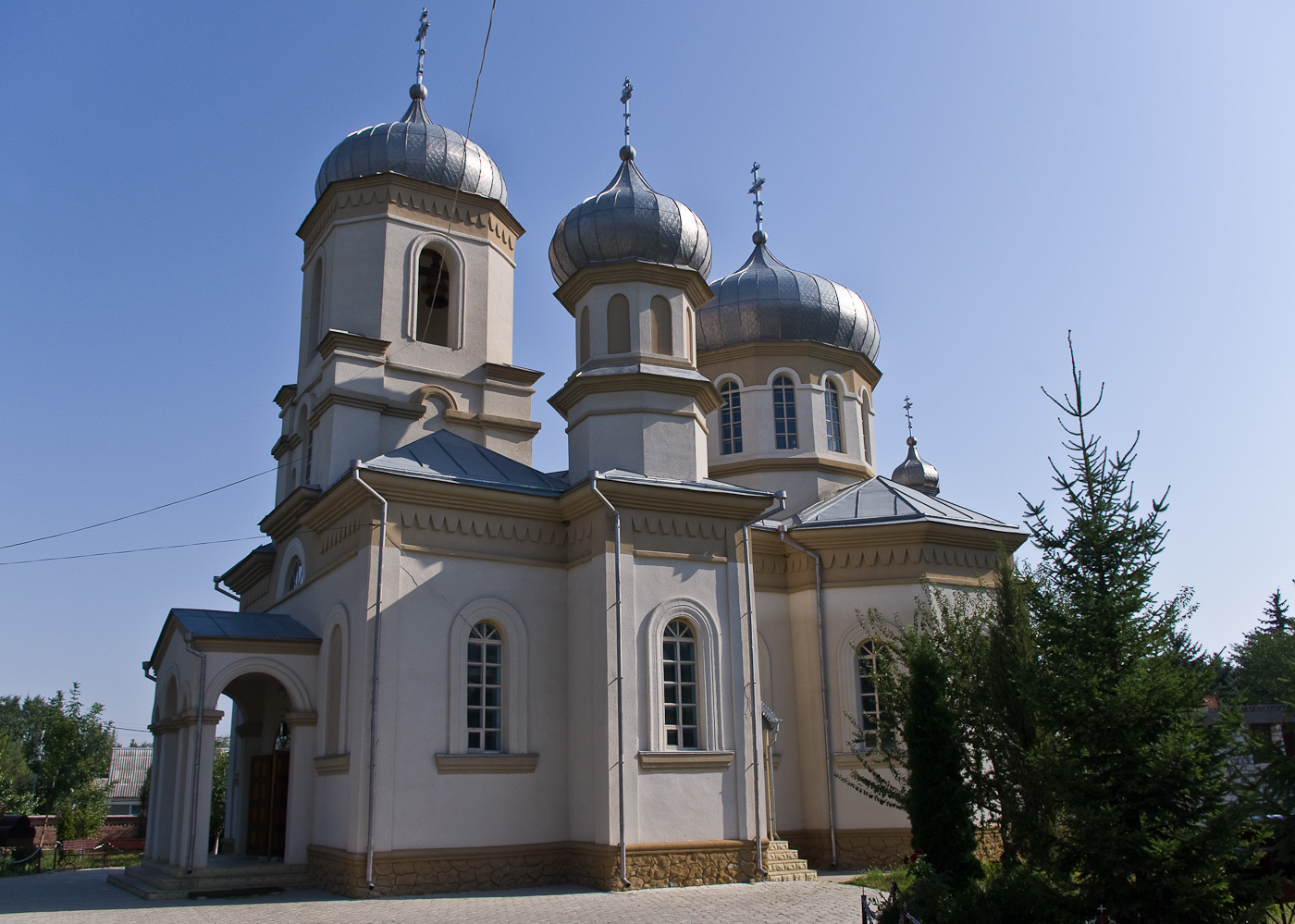
Церковь
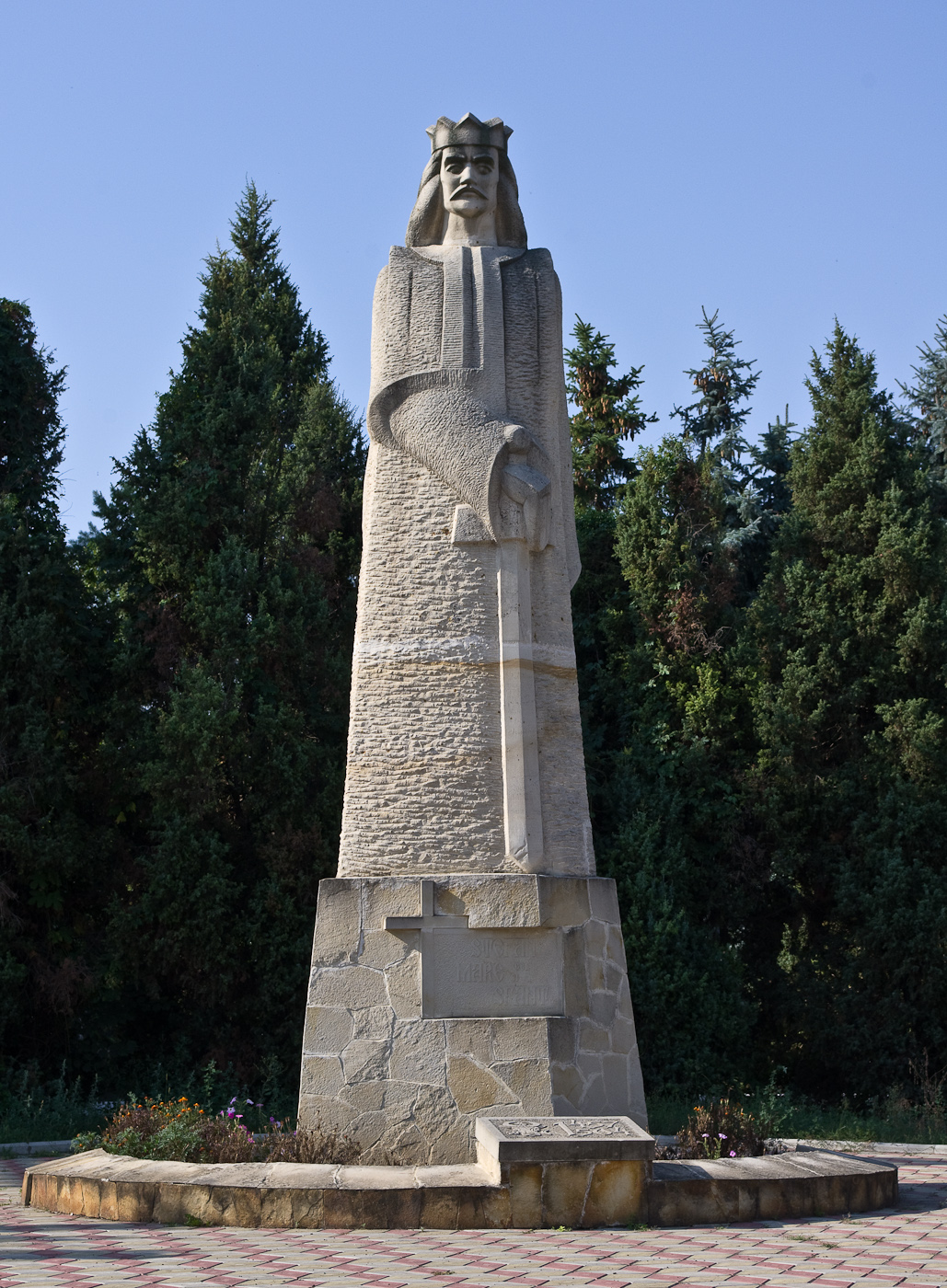
Памятник Штефану чел Маре
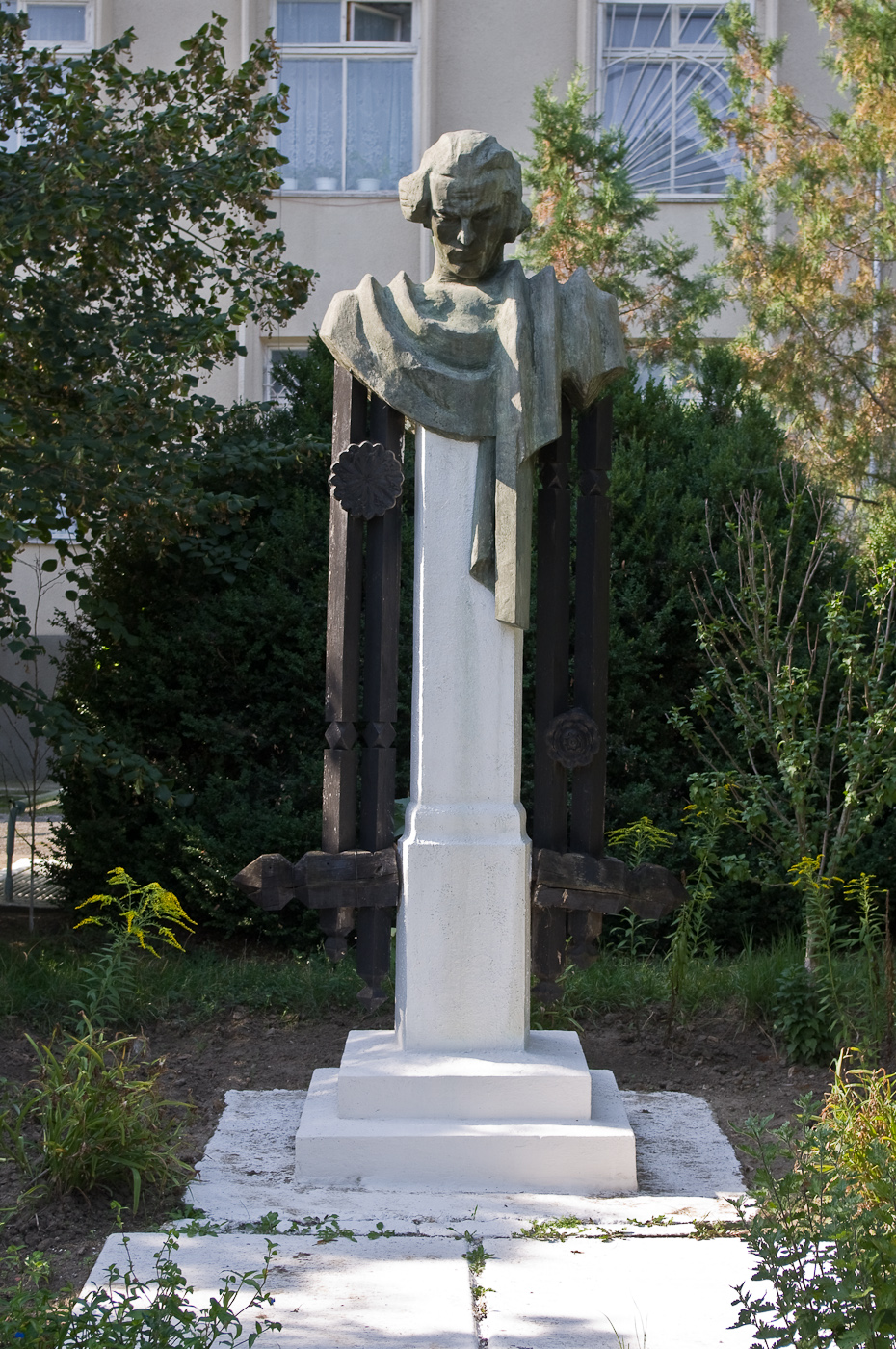
Памятник Эминеску

## Города-побратимы
1. Коростень, Украина (2006)
2. Бобруйск, Беларусь

## Известные уроженцы
- Демьян, Иван Константинович — музыкант, автор-исполнитель, лидер российской рок-группы «7Б».

## Интересные факты из истории города
Лютеранская кирха в Новой Николаевке была построена немцами в 1929 году. Для ее строительства пригласили жителя Новой Николаевки Григория Шушпанова, который помимо строительства кирхи являлся инженером других зданий поселения, сохранившиеся и в наше время. Церковь находилась на главной улице поселения и была единственным зданием, окруженным каменным забором. До 1940 года немцы разрешали проводить там православные службы так, как христиане не имели своего храма. После войны здание служило школой, домом культуры и кинотеатром до 1991 года. В настоящее время в здании расположен магазин Bomba. При разборке здания для реконструкции представители немецкого центра запросили изъять закладную капсулу с историческими документами, но новые хозяева отказались. Капсула содержит список жертвователей, газету времени о кирхе, монеты и письмо потомкам, и находится теперь под слоем бетона. В Анений-Ной, по улице Кишиневской, до сих пор сохранились здания, построенные немецкими колонистами.
Источники:
- Личный архив Василия Сеньковского

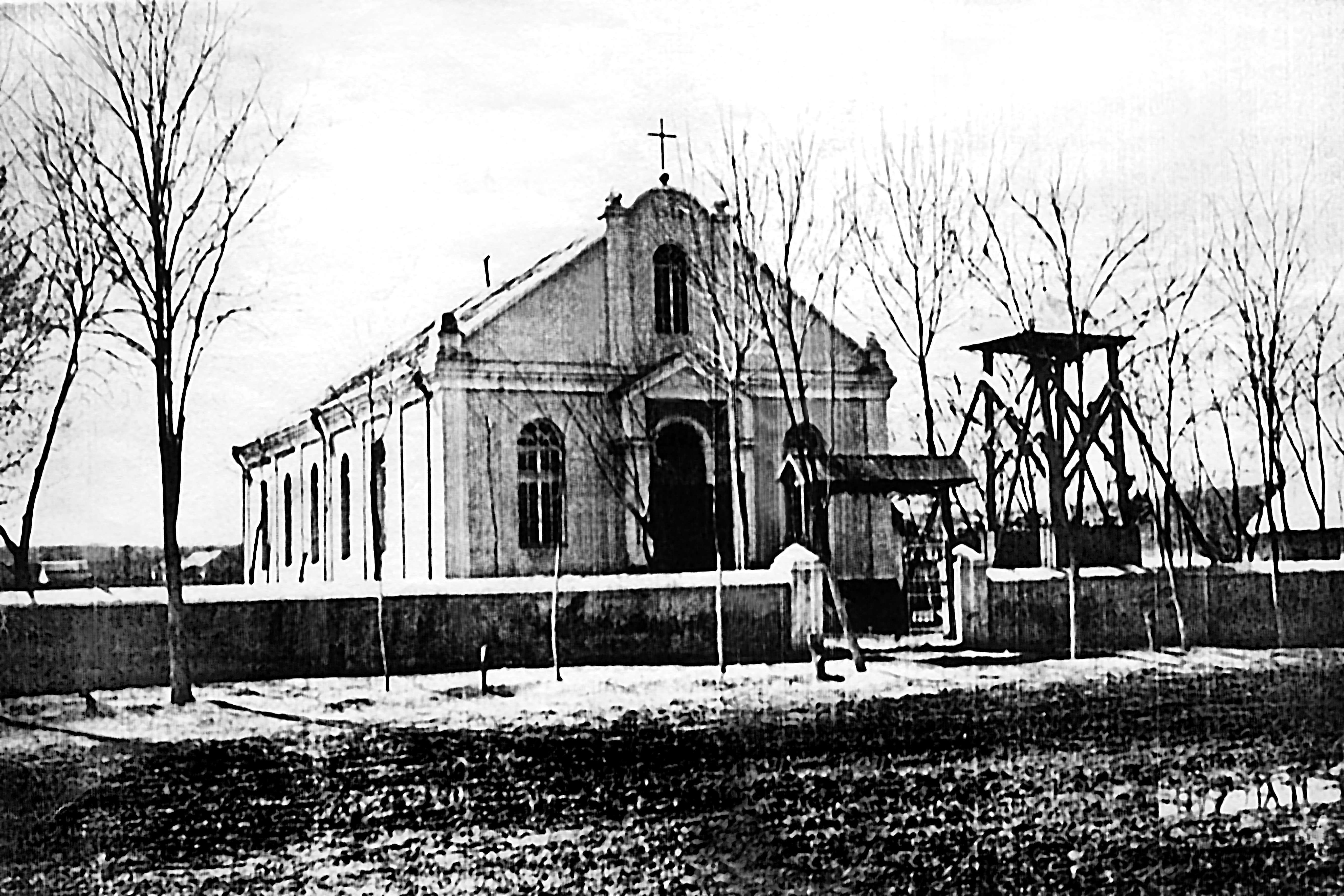
Лютеранская кирха 1929 год
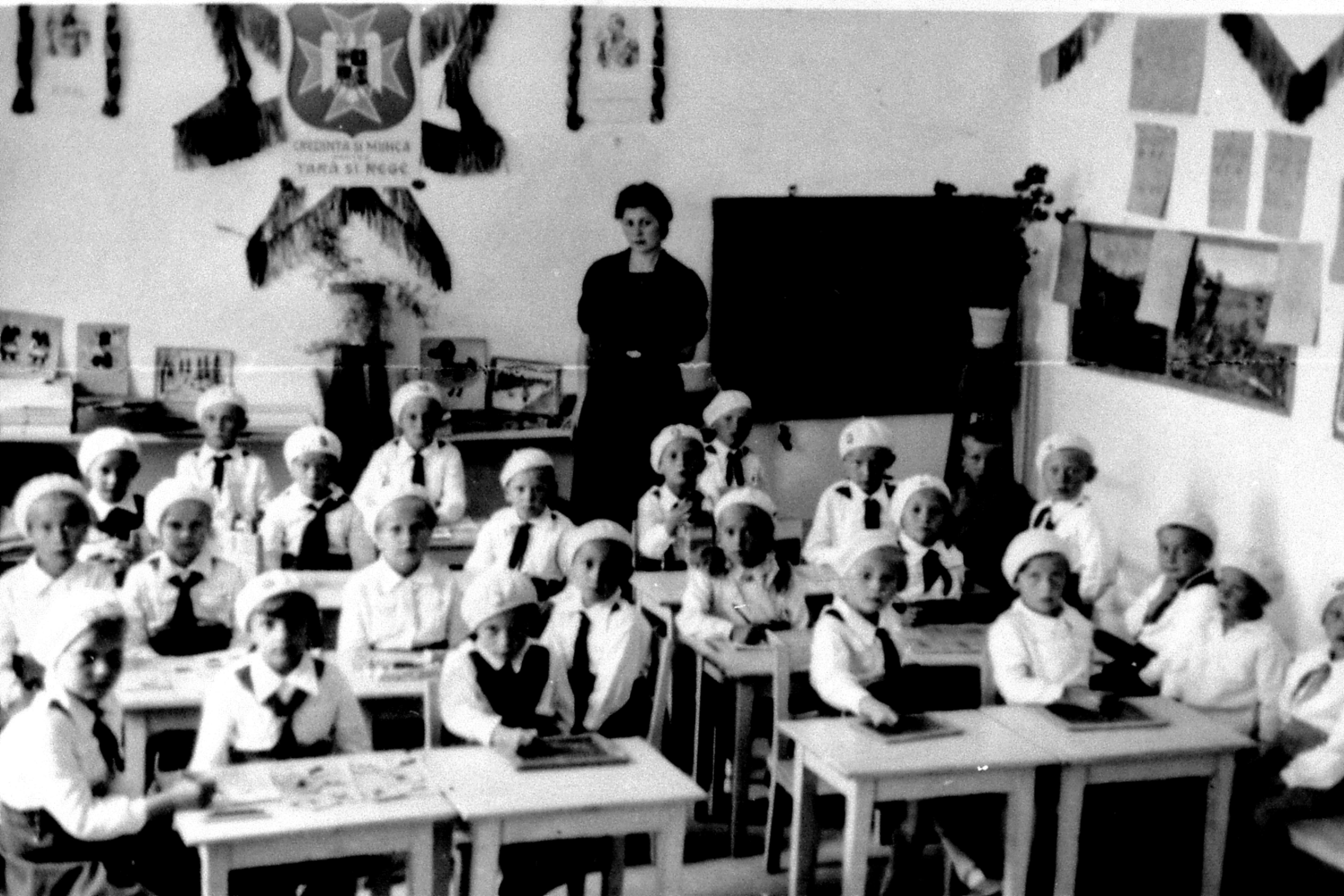
Школа в кирхе 1940 год
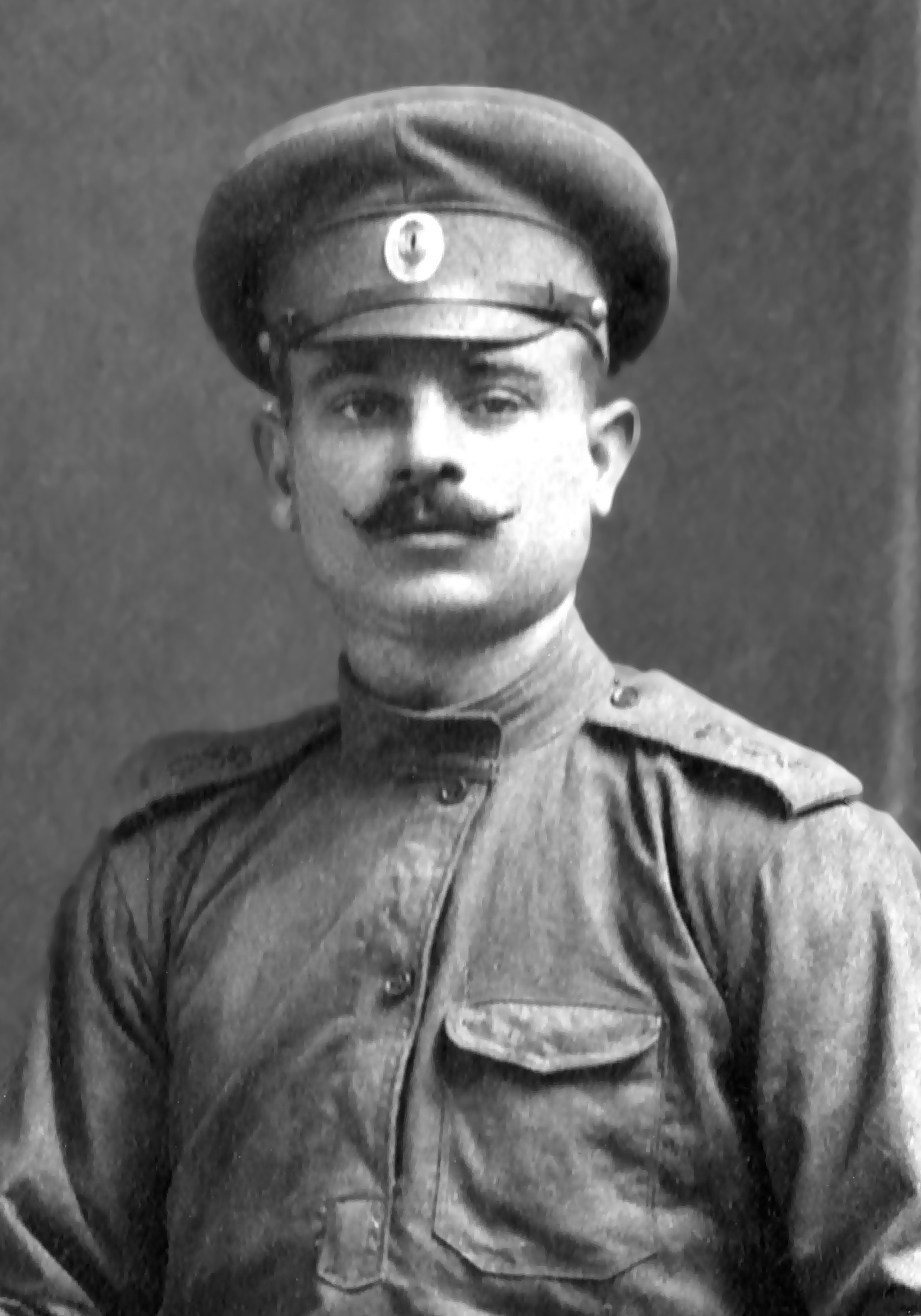
Григорий Шушпанов
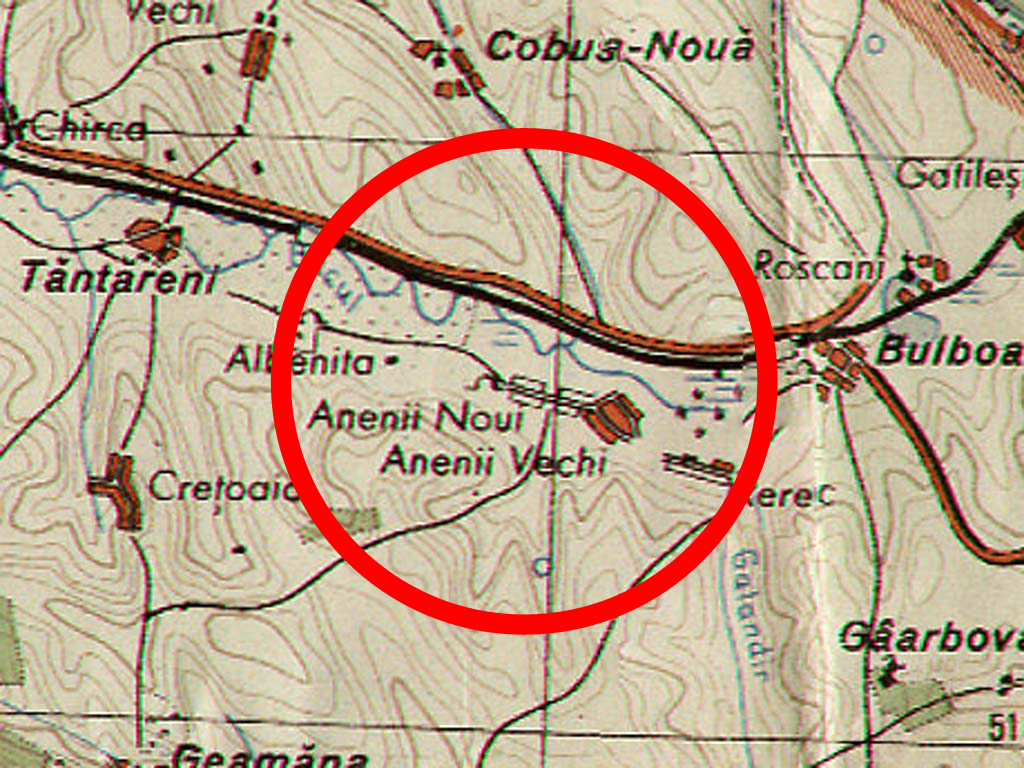
Немецкая карта Новоаненского района 1941 год